# SWEETIE JUNK FILE
Sweetie Junk File（スウィーティージャンクファイル）は、日本のロックンロールバンド。
2003年に結成。ボーカルのMAKOTOとギターのNOZOMUは実の兄弟。

## メンバー
- MAKOTO（マコト、1976年8月10日 - ）

ボーカル。茨城県北茨城市出身。
- NOZOMU（ノゾム、1978年6月29日 - ）

ギター。茨城県北茨城市出身。

## ディスコグラフィ
- 1st maxi single『決定的ハートブレイク』（2003年10月8日）
- 1st mini album『honey&baby』（2005年8月25日）
- 2nd maxi single『DOLL』（2006年8月10日）
- 3rd maxi single『ロックンロールドロップガール』（2008年10月1日）

## メディア
FM84.2MHz　毎週金曜日24:30～「ロックンローラーでいいじゃない！」ボーカルMAKOTO出演中。